# La Vache et le Prisonnier
La Vache et le Prisonnier is een Frans-Italiaanse tragikomische film uit 1959 door Henri Verneuil, met Fernandel in de hoofdrol. De film is opgenomen in zwart-wit en is gebaseerd op het verhaal Une histoire vraie van de Franse auteur Jacques Antoine. Het is een van de meest populaire en succesvolle films met Fernandel. In 1990 verscheen een ingekleurde versie voor televisie.

## Verhaal
Tijdens de Tweede Wereldoorlog ontsnapt de krijgsgevangene Charles Bailly uit een Duitse boerderij in Beieren en keert terug naar Frankrijk. Hij reist door Beieren, vergezeld door een koe die hij Marguerite noemt. Onderweg ontmoet hij allerlei mensen en hindernissen. Vlak voor Stuttgart neemt Bailly afscheid van Marguerite en verstopt hij zich in een goederenwagon. Op het Franse station Lunéville aangekomen wil Bailly overstappen op een trein die hem naar Parijs zal brengen. Als hem door de Franse politie naar zijn papieren wordt gevraagd slaat hij op de vlucht, en stapt in een trein die hem terug zal voeren naar Stuttgart.

## Rolverdeling
| Acteur           | Personage                         |
| ---------------- | --------------------------------- |
| Fernandel        | Charles Bailly                    |
| René Havard      | Bussière                          |
| Ingeborg Schöner | Helga                             |
| Bernard Musson   | Pommier                           |
| Ellen Schwiers   | Josépha                           |
| Pierre Louis     | Ontsnapte gevangene in vermomming |
| Franziska Kinz   | Helga's moeder                    |
| Maurice Nasil    | Bertoux                           |
| Richard Winckler | Ontsnapte gevangene in vermomming |
| Benno Hoffmann   | Cipier                            |
| Albert Rémy      | Collinet                          |

## Achtergrond
Het verhaal Une histoire vraie van de Franse auteur Jacques Antoine verscheen in 1945 in het boek La Perruche Bleue van Maurice Dekobra. Het vertelt de waargebeurde geschiedenis van de Franse krijgsgevangene Charles Bailly. La Vache et le Prisonnier was de achtste film waarin Henri Verneuil met Fernandel samenwerkte. Claude Autant-Lara had de film ook willen maken, maar dan met Bourvil in de hoofdrol. De opnamen vonden in augustus 1959 plaats in West-Duitsland, en Verneuil liet Fernandel en Marguerite werkelijk 200 kilometer lopen, van München naar Stuttgart. Nadat de opnamen waren voltooid zou de koe die Marguerite speelt worden geslacht. Verneuil kon dat niet over zijn hart verkrijgen. Hij vond een plekje voor haar op een boerderij in Normandië.